# Orepukia redacta
Orepukia redacta là một loài nhện trong họ Agelenidae.
Loài này thuộc chi Orepukia. Orepukia redacta được miêu tả năm 1973 bởi Raymond Robert Forster & Wilton.